# Cyclophora ophthalmaria
Cyclophora ophthalmaria är en fjärilsart som beskrevs av Charles Oberthür 1916. Cyclophora ophthalmaria ingår i släktet Cyclophora och familjen mätare. Inga underarter finns listade i Catalogue of Life.